# Xyris disticha
Xyris disticha là một loài thực vật hạt kín trong họ Hoàng đầu. Loài này được L.B.Sm. & Downs miêu tả khoa học đầu tiên năm 1966.